# C'est la faute de la nuit
 (mai 2024).
Pour plus de détails, voir Fiche technique et Distribution.
C'est la faute de la nuit (Blame It on the Night) est un film américain réalisé par Gene Taft, sorti en 1984.

## Fiche technique
- Titre : C'est la faute de la nuit
- Titre original : Blame It on the Night
- Réalisation : Gene Taft
- Scénario : Len Jenkin, Mick Jagger et Gene Taft
- Musique : Ted Neeley et Tom Scott
- Pays d'origine :  États-Unis
- Sociétés de production : Tri-Star Pictures
- Genre : Drame
- Durée : 85 minutes
- Date de sortie : 2 novembre 1984

## Distribution
- Nick Mancuso : Chris Dalton
- Byron Thames : Job Dalton
- Leslie Ackerman : Shelly
- Richard Bakalyan : Manzini
- Leeyan Granger : Melanie
- Rex Ludwick : Animal
- Michael Wilding Jr. : Terry
- Dennis Tufano : Leland
- Stephen John Hunter : S.G.
- Gary Chase : Buster
- Merry Clayton : lui-même
- Billy Preston : lui-même
- Ollie E. Brown : lui-même
- Mark J. Goodman : lui-même
- Melissa Prophet : Charlotte
- Joe Mantell : l'avocat
- Sandy Kenyon : le colonel
- Linda Blais : l'hôtesse de l'air
- James Bem Sobieski : le cadet à la caserne
- Ida Martin : Baby Nicholas
- Lily Martin : Baby Nicholas
- Anthony T. Mazzucchi : Mazzucchi
- Shepard Saunders : Bob Ritz
- Robert Michaels : Peter Styne
- Judith Marx : Yvonne
- Marissa Ravelli : la fille #1
- Wendy Brainard : la fille #2
- Nina Franciosa : la fille dans le public
- Andrew Lauer : le gars dans le public
- Richard Caruso : le saxophoniste
- Marla Phillips : Gloria Aaron
- Candy Chase : la cow-girl
- Lee Schaff Guardino : la cow-girl
- Larry Randles : le cow-boy
- Greg Gault : le cow-boy
- Paul Micale : le policier
- Heidi Banks : Groupie #1
- Paige Nan Pollack : Groupie #2
- Rhonda Rosen : la serveuse
- Hank Robinson : l'arbitre
- Ralph E. MacEwen : Roadie
- Max Rasmussen : Roadie
- Jim Veneziano : Roadie
- Bradley Lieberman : le cadet
- Erik Troy : le cadet